# (3249) Musashino
(3249) Musashino est un astéroïde de la ceinture principale.

## Description
(3249) Musashino est un astéroïde de la ceinture principale. Il fut découvert le 18 février 1977 à Kiso par Hiroki Kosai et Kiichiro Hurukawa. Il présente une orbite caractérisée par un demi-grand axe de 2,35 UA, une excentricité de 0,25 et une inclinaison de 3,4° par rapport à l'écliptique.

## Compléments